# Fondrakoraya
Fondrakoraya is een bestuurslaag in het regentschap Nias Selatan van de provincie Noord-Sumatra, Indonesië. Fondrakoraya telt 1368 inwoners (volkstelling 2010).